# Sydamerikanska mästerskapet i fotboll 1939
Sydamerikanska mästerskapet i fotboll 1939 spelades i Lima, Peru 15 januari-12 februari 1939.
Deltog gjorde Chile, Ecuador, Paraguay, Peru och Uruguay. Även om man varit medlem av CONMEBOL sedan 1927, deltog inte Ecuador. Colombia – medlem sedan 1936 – drog sig ur från turneringen, liksom Argentina, Bolivia och Brasilien.

## Domare
Fyra domare från fyra förbund dömde matcherna i mästerskapet. Alfredo Vargas från Chile var den ende domaren som tidigare hade dömt i mästerskapet (1937).
- Alfredo Vargas (Chile)
- Alberto March (Ecuador)
- Enrique Cuenca (Peru)
- Carlos Puyol (Uruguay)

## Matcher
Lagen spelade i en serie där alla mötte alla, där vinst gav två poäng, oavgjort en och förlust noll. 
| Nr | Lag      | S | V | O | F | GM | IM | MS  | P |
| -- | -------- | - | - | - | - | -- | -- | --- | - |
| 1  | Peru     | 4 | 4 | 0 | 0 | 13 | 4  | +9  | 8 |
| 2  | Uruguay  | 4 | 3 | 0 | 1 | 13 | 5  | +8  | 6 |
| 3  | Paraguay | 4 | 2 | 0 | 2 | 9  | 8  | +1  | 4 |
| 4  | Chile    | 4 | 1 | 0 | 3 | 8  | 12 | −4  | 2 |
| 5  | Ecuador  | 4 | 0 | 0 | 4 | 4  | 18 | −14 | 0 |

|  | 15 januari | Paraguay             | 5 – 1 | Chile     | Estadio Nacional                               |                                                |
|  |            | Godoy Barrios Aquino |       | 8′ Sorrel | Publik: 10 000 Domare: Alberto March (Ecuador) | Publik: 10 000 Domare: Alberto March (Ecuador) |
|  |            |                      |       |           | Publik: 10 000 Domare: Alberto March (Ecuador) | Publik: 10 000 Domare: Alberto March (Ecuador) |
|  |            |                      |       |           | Publik: 10 000 Domare: Alberto March (Ecuador) | Publik: 10 000 Domare: Alberto March (Ecuador) |

|  | 15 januari | Peru                                       | 5 – 2   | Ecuador          | Estadio Nacional                              |                                               |
|  |            | T. Fernández 6′, 34′, 77′ Alcalde 16′, 58′ | (3 – 0) | 55′, 89′ Alcívar | Publik: 10 000 Domare: Carlos Puyol (Uruguay) | Publik: 10 000 Domare: Carlos Puyol (Uruguay) |
|  |            |                                            |         |                  | Publik: 10 000 Domare: Carlos Puyol (Uruguay) | Publik: 10 000 Domare: Carlos Puyol (Uruguay) |
|  |            |                                            |         |                  | Publik: 10 000 Domare: Carlos Puyol (Uruguay) | Publik: 10 000 Domare: Carlos Puyol (Uruguay) |

|  | 22 januari | Uruguay                                         | 6 – 0   | Ecuador | Estadio Nacional                             |                                              |
|  |            | Porta 22′ S. Varela 53′, 55′, 81′ Lago 65′, 70′ | (1 – 0) |         | Publik: 10 000 Domare: Enrique Cuenca (Peru) | Publik: 10 000 Domare: Enrique Cuenca (Peru) |
|  |            |                                                 |         |         | Publik: 10 000 Domare: Enrique Cuenca (Peru) | Publik: 10 000 Domare: Enrique Cuenca (Peru) |
|  |            |                                                 |         |         | Publik: 10 000 Domare: Enrique Cuenca (Peru) | Publik: 10 000 Domare: Enrique Cuenca (Peru) |

|  | 22 januari | Peru                                     | 3 – 1   | Chile         | Estadio Nacional                             |                                              |
|  |            | T. Fernández 46′, 65′ (str.) Alcalde 80′ | (0 – 0) | 55′ Domínguez | Publik: 6 000 Domare: Carlos Puyol (Uruguay) | Publik: 6 000 Domare: Carlos Puyol (Uruguay) |
|  |            |                                          |         |               | Publik: 6 000 Domare: Carlos Puyol (Uruguay) | Publik: 6 000 Domare: Carlos Puyol (Uruguay) |
|  |            |                                          |         |               | Publik: 6 000 Domare: Carlos Puyol (Uruguay) | Publik: 6 000 Domare: Carlos Puyol (Uruguay) |

|  | 29 januari | Uruguay                                 | 3 – 2   | Chile             | Estadio Nacional                             |                                              |
|  |            | S. Varela 11′ Camaití 30′ Chirimini 73′ | (2 – 2) | 3′ Muñoz 39′ Luco | Publik: 15 000 Domare: Enrique Cuenca (Peru) | Publik: 15 000 Domare: Enrique Cuenca (Peru) |
|  |            |                                         |         |                   | Publik: 15 000 Domare: Enrique Cuenca (Peru) | Publik: 15 000 Domare: Enrique Cuenca (Peru) |
|  |            |                                         |         |                   | Publik: 15 000 Domare: Enrique Cuenca (Peru) | Publik: 15 000 Domare: Enrique Cuenca (Peru) |

|  | 29 januari | Peru                              | 3 – 0   | Paraguay | Estadio Nacional                              |                                               |
|  |            | T. Fernández 11′, 30′ Alcalde 78′ | (2 – 0) |          | Publik: 15 000 Domare: Alfredo Vargas (Chile) | Publik: 15 000 Domare: Alfredo Vargas (Chile) |
|  |            |                                   |         |          | Publik: 15 000 Domare: Alfredo Vargas (Chile) | Publik: 15 000 Domare: Alfredo Vargas (Chile) |
|  |            |                                   |         |          | Publik: 15 000 Domare: Alfredo Vargas (Chile) | Publik: 15 000 Domare: Alfredo Vargas (Chile) |

|  | 5 februari | Chile                                       | 4 – 1   | Ecuador    | Estadio Nacional                              |                                               |
|  |            | Toro 6′ Avendaño 15′, 79′ Sorrel 19′ (str.) | (3 – 1) | 35′ Arenas | Publik: 10 000 Domare: Carlos Puyol (Uruguay) | Publik: 10 000 Domare: Carlos Puyol (Uruguay) |
|  |            |                                             |         |            | Publik: 10 000 Domare: Carlos Puyol (Uruguay) | Publik: 10 000 Domare: Carlos Puyol (Uruguay) |
|  |            |                                             |         |            | Publik: 10 000 Domare: Carlos Puyol (Uruguay) | Publik: 10 000 Domare: Carlos Puyol (Uruguay) |

|  | 5 februari | Uruguay                                 | 3 – 1   | Paraguay    | Estadio Nacional                             |                                              |
|  |            | Lago 14′ S. Varela 40′ (str.) Porta 66′ | (2 – 0) | 59′ Barrios | Publik: 10 000 Domare: Enrique Cuenca (Peru) | Publik: 10 000 Domare: Enrique Cuenca (Peru) |
|  |            |                                         |         |             | Publik: 10 000 Domare: Enrique Cuenca (Peru) | Publik: 10 000 Domare: Enrique Cuenca (Peru) |
|  |            |                                         |         |             | Publik: 10 000 Domare: Enrique Cuenca (Peru) | Publik: 10 000 Domare: Enrique Cuenca (Peru) |

|  | 12 februari | Paraguay                        | 3 – 1   | Ecuador    | Estadio Nacional                             |                                              |
|  |             | Mingo 4′ Godoy 61′ Barreiro 63′ | (1 – 0) | 75′ Arenas | Publik: 15 000 Domare: Enrique Cuenca (Peru) | Publik: 15 000 Domare: Enrique Cuenca (Peru) |
|  |             |                                 |         |            | Publik: 15 000 Domare: Enrique Cuenca (Peru) | Publik: 15 000 Domare: Enrique Cuenca (Peru) |
|  |             |                                 |         |            | Publik: 15 000 Domare: Enrique Cuenca (Peru) | Publik: 15 000 Domare: Enrique Cuenca (Peru) |

|  | 12 februari | Peru                   | 2 – 1   | Uruguay   | Estadio Nacional                              |                                               |
|  |             | Alcalde 7′ Bielich 35′ | (2 – 1) | 44′ Porta | Publik: 40 000 Domare: Alfredo Vargas (Chile) | Publik: 40 000 Domare: Alfredo Vargas (Chile) |
|  |             |                        |         |           | Publik: 40 000 Domare: Alfredo Vargas (Chile) | Publik: 40 000 Domare: Alfredo Vargas (Chile) |
|  |             |                        |         |           | Publik: 40 000 Domare: Alfredo Vargas (Chile) | Publik: 40 000 Domare: Alfredo Vargas (Chile) |

## Målskyttar
7 mål
- Teodoro Fernández

5 mål
- Jorge Alcalde
- Severino Varela

3 mål
- Tiberio Godoy – Marcial Barrios
- Pedro Lago – Roberto Porta

2 mål
- José Avendaño – Enrique Sorrel
- Marino Alcívar – Manuel Arenas

1 mål
- Alfonso Domínguez – Roberto Luco – Raúl Muñoz – Raúl Toro
- Ricardo Aquino – Eustaquio Barreiro – Eduardo Mingo
- Víctor Bielich
- Adelaido Camaití – Oscar Chirimini